# クク (サッカー選手)
クク(Cucu)ことリカルド・フェルナンデス・ベトリウ(Ricard Fernández Betriu、1999年3月19日 - ）は、アンドラ・ラ・ベリャ出身のサッカー選手。NKクルカ所属。ポジションはFW。アンドラ代表。

## 代表経歴
2018年3月21日のリヒテンシュタインとの親善試合で、アンドラ代表デビューを果たし、チームは1-0で勝利した。これ以降は、U-21チームに在籍していた。特に2020年10月のイングランドとの試合では、自身の2ゴールで3-3の引き分けとなり、エディ・エンケティアやアーロン・ラムズデールなどのプレミアリーグに所属する選手を多数擁するチームを相手に、貴重な勝ち点をもたらした。2021年11月12日、彼はポーランドとの試合開始後、わずか1分でカミル・グリクを肘で突いたとしてレッドカードで退場、アンドラは1-4で敗れた。
2021年10月12日、2022年FIFAワールドカップ予選にて、サンマリノを相手にA代表で初めてのゴールをマークし、3-0で勝利した。